# Terry & the Hot Sox
Terry & the Hot Sox ist eine Schweizer Rock-’n’-Roll-Formation.

## Bandgeschichte
Terry & the Hot Sox wurde 1980 gegründet. Die Band spielt Rock ’n’ Roll und zählt zu den erfolgreichsten Schweizer Gruppen dieser Musikart.

### Bandgründung
1979 spielte Hauptinitiator und Gitarrist Carlo Milan zusammen mit den »Keiser-Twins«. (Drummer Walter und Bassist Peter Keiser) im Jazzrock-Septett »Shivananda« Obwohl diese Band europaweit sehr erfolgreich war, wollten sich die drei Musiker musikalisch verändern. Zusammen mit Gitarrist Thomas Kübler und Pianist Robi »Blues« Müller gründeten sie eine Rock-’n’-Roll-Combo. Sänger war Walter Terry Senn, ein Skiffle-, Rock-’n’-Roll-, Rhythm-’n’-Blues- & Country-Interpret. Es war die Zeit, als eine junge »discomüde« Generation begann, sich für Punk, New Wave & Rockabilly-Sounds zu begeistern.

### Erste Auftritte und erster Plattenvertrag
1981 erschien das erste Album »Rock’n’Roll« (CBS heute Sony Music). Die meisten Aufnahmen waren noch klassische Rock-’n’-Roll-Standards. Carlo Milan und die »Keiser-Twins«, die während den ersten sechs Jahren mitspielten, waren gefragte Session-Musiker. 1981 spielte die Gruppe in vier TV-Shows und beteiligte sich 1982 am Openair-St. Gallen.

### Erste Single-Erfolge, zweites Album und Auszeichnungen
Mit der Single »Hamburg« erreichten Terry & the Hot Sox 1982 CH-Hitparadenplatzierungen. 1983 wurde das zweite Album »Shake Well« (CBS) mit fast ausschliesslich eigenem Material veröffentlicht. Der britische Saxofonist Alan »Solly« Solomon, der bereits beim ersten Album als Gastmusiker mitgespielt hatte, war nun als festes Mitglied dabei. Dank der Singleauskopplung »Chick-A-Little Cutie«, die zu einem Radio-Airplay-Dauerbrenner wurde, erhielt das Septett durch die Pop-Musikzeitschrift »POP/ROCKY« im Januar 1984 den »Bronzenen Hammerschlumpf« als Auszeichnung zur drittbeliebtesten CH-Popgruppe. Es folgten TV-Shows in Deutschland und Auftritte in Frankreich und Holland.

### Umbesetzungen und drittes Album (1986–1989)
1986 verliessen die Keiser-Zwillinge die Band und wurden durch Bassist Heinz Krapf, Drummer Roger »Gonzo« Zirn und Pianist Dave Ruosch ersetzt. In dieser Formation spielten die «Hot Sox» 1989 ihr drittes Werk »Real Rock Drive« (K-tel Switzerland) ein.

### Umbesetzungen und neuer Single-Erfolg (1990–1999)
1990 wechselten Schlagzeuger Reto Spörli und Gitarrist Jens Krüger (heute »Krüger-Brothers«) zu Terry & the Hot Sox und produzierten 1991 mit dem Schweizer 700-Jahrfeier-Beitrag »Daddy Tell« (Wilhelm Tell Twist) (K-tel Switzerland) einen weiteren Hit. Die 1990er-Jahre waren geprägt von Festival-Auftritten mit vielen Altmeistern des Rock ’n’ Roll wie Chuck Berry, Jerry Lee Lewis, Fats Domino, Little Richard oder Carl Perkins.

### Umbesetzungen und viertes Album (2000–2017)
Ende der 1990er/Anfang 2000 kamen der englische Gitarrist Duncan James, Drummer Martin Meyer, Pianist Chris Conz und die dänische Lead- & Backgroundsängerin Etta Kin dazu. Zusammen mit Bassist Heinz Krapf, Saxofonist Alan »Solly« Solomon und Leadsänger Terry (die beiden Letzten der Urformation) und den Gastmusikern Martin »Sägi« Sägesser (»QL«), Dave Ruosch (Ex-Hot Sox) und der Pedal-Steel-Gitarristin Sarah Jory(UK) (Royal Philharmonic, Van Morrison Band, Cyndi Lauper Band etc.) wurde das vierte Album von Terry & the Hot Sox eingespielt. Dieses Werk erschien im Januar 2018, nennt sich »From Schwamendingen to Broadway« und enthält viele selbst geschriebene Songs, eine Rockabilly-Version der Bee Gees-Nummer »Nights on Broadway« und einen humorvollen Rock-’n’-Roll-Fetzer im sogenannten »Züri-Schnurre-Slang« mit dem Titel »Chumm verlüür‘ keis Wort mee«! Dieser Song ist dem Zürcher Stadtteil Schwamendingen gewidmet, wo Terry aufgewachsen ist und ab 1961 seine ersten Auftritte hatte.

## Auszeichnungen
- 1984 »Bronzener Hammerschlumpf« (Drittbeliebteste CH-Popgruppe)
- Nummer 1: »Krokus« mit Chris Von Rohr + Nummer 2: »Yello«

## Diskografie
- 1981: Rock & Roll (Terry & the Hot Sox) LP (CBS/Pan)
- 1982: Country Festival 1981’Live‘ (Sampler-LP) (inkl. Terry & the Hot Sox) (Gold-Records)
- 1982: Hamburg (Terry & the Hot Sox) (Single)
- 1983: Shake Well (Terry & the Hot Sox) LP (CBS/Ex Libris)
- 1983: Chick-A-Little Cutie (Terry & the Hot Sox) (Single) (CBS)
- 1984: Rock House (Sampler-Double-LP) (inkl. Terry & the Hot Sox) (Activ-Special)
- 1989: Real Rock Drive (Terry & the Hot Sox) LP/CD (K-tel Switzerland)
- 1989: Hip-Couple Of The Year (Terry & the Hot Sox) (Single) (K-tel Switzerland)
- 1991: Hit-Collection (Terry & the Hot Sox) (CD) (K-tel Switzerland)
- 1991: Daddy Tell (Willhelm Tell Twist) (Terry & the Hot Sox) (Single) (K-tel Switzerland)
- 2008: Hottest Act In Town (Terry & the Hot Sox) (Blue Martin Records)
- 2018: From Schwamendingen to Broadway (Terry & the Hot Sox) (CD) (HotSox04)